# Гилмартин, Брайн
Брайн Г. Гилма́ртин (англ. Brian G. Gilmartin; 18 мая 1940, Ньюарк, Нью-Джерси, США — 11 октября 2016, Хэвер, округ Хилл, Монтана, США) — американский социальный психолог, исследователь брака и семейных отношений, автор теории «любовной застенчивости» (англ. love-shyness).

## Биография
Родился 18 мая 1940 года в Ньюарке, штат Нью-Джерси, в семье Эстелль (в девичестве — Джонсон) и Джорджа Гилмартов.
В 1962 году получил бакалавра гуманитарных наук по психологии в Колорадском университете в Боулдере, в 1965 году магистра наук по психологии в Университете Юты и в 1976 году доктора философии по социальной психологии в Айовском университете.
В 1963—1973 годах — ассистент-профессор психологии в Университет штата Калифорния имени Гумбольда.
В 1970—1980 годах преподавал в качестве приглашённого профессора в Политехническом университете штата Калифорния, Политехническом университете Виргинии, Обернском университете и Университете Западного Теннесси.
В 1980—1987 годах — ассистент-профессор психологии в Уэстфилдском колледже.
С 1988 года преподавал социологию и психологию в Университете штата Монтана — Северном.

## Научные труды

### Монографии
- Gilmartin B. G. The Gilmartin Report: Inside Swinging Families. — Secaucus (N.J.) : Citadel Press[англ.], Lyle Stuart Inc.[англ.], 1978. — 492 p. ISBN 9780806506418
- Gilmartin B. G. Shyness and Love: Causes, Consequences, and Treatments. — Lanham, Maryland: University Press of America, Rowman & Littlefield, 1987. ISBN 0-8191-6102-0, ISBN 9780819161024.
- Gilmartin B. G. The Shy Man Syndrome: Why Men Become Love Shy And How They Can Overcome It. — New York: Madison Books, 1989. ISBN 0-8191-7009-7 and ISBN 9780811917095.
- Gilmartin B. G. How to Excel at Parenting: 33 Proven Success Strategies. — New York: Kendall Hunt[англ.], 2003. ISBN 9780757502378.

### Статьи
- Brown J. S., Gilmartin B. G. Sociology today: Lacunae, emphases and surfeits // American Sociologist[англ.]. — 1969. — № 4. — P. 283—291.
- Gilmartin B. G., Kusisto D. V. Chapter 8. Some Social and Personal Characteristics of Mate-Sharing Swingers // Renovating Marriage: Toward New Sexual Life Styles / Eds. Roger W. Libby, Robert N. Whitehurst, Jessie Bernard[англ.]. — Danville: Consensus Publishers, 1973. — pp. 146– 166 — 366 p.
- Gilmartin B. G. That swinging couple down the block // Psychology Today[англ.]. — 1975. — № 8. — P. 54—58.
- Gilmartin B. G. The case against spanking // Human Behavior. — 1979. — № 2. — P. 18—23.
- Gilmartin B. G. Corporal punishment: a research update // Human Behavior. — 1979. — № 8. — P. 18—25.
- Gilmartin B. G. Some family antecedents of severe shyness in males // Family Relations[англ.]. — 1985. —  Vol. 34. — № 3. — P. 429—438. doi:10.2307/583584
- Gilmartin B. G. Peer group antecedents of severe love-shyness in males // Journal of Personality[англ.]. — 1987. — Vol. 55. — № 3. — P. 467—489. doi:10.1111/j.1467-6494.1987.tb00447.x